# Еврипіл
Еврипіл (дав.-гр. Εὐρύπυλος) — персонаж давньогрецької міфології. Син Телефа та Астіохі (сестри Пріама).
Після загибелі Паріса прибув на допомогу троянцям із військом місійців. Здійснив ряд подвигів, але вбитий Неоптолемом. Відповідно до «Малої Іліади», вбив Махаона. Убив Пенелея. Відповідно до Гігіна, вбив Нірея і Махаона. Згідно з Квінтом Смирнським, вбиває Нірея, Махаона, Пенелея, ще 8 менш відомих осіб. Убитий Неоптолемом.
У Гомера у зв'язку з Єврипілом згадані «кетейці» та «жіночі дари», але про що йдеться, Страбону незрозуміло. Формула «жіночі дари» зустрічається у Гомера в оповіданні про Еріфіла, причому імена подібні. Кетейців сучасні вчені ототожнюють із хетами.
Чинна особа трагедії Софокла "Єврипіл" (фр. 210-222 Радт), трагедії Гомера Візантійського "Еврипілія".